# Symplocos xylopyrena
Symplocos xylopyrena là một loài thực vật có hoa trong họ Dung. Loài này được C.Y. Wu & Y.F. Wu miêu tả khoa học đầu tiên năm 1982.